# 12 лет Октября (Рязанская область)
12 лет Октября́ — посёлок в Сасовском районе Рязанской области России. Входит в состав Каргашинского сельского поселения. Состоит из нескольких домов.

## Географическое положение
Расположен в западной части Сасовского района в зоне лесостепи, на междуречье Сенки и Цны, в верховье реки Жуковки. Расстояние до райцентра Сасово — 10 км к юго-востоку по асфальтированной дороге. Там же расположена ближайшая железнодорожная станция Сасово.
Ближайшие населённые пункты:

Рогожка — в 2,5 км к северу по грунтовой дороге;

Фроловское — в 4 км к востоку по асфальтированной дороге;

Кобяково — в 4 км к юго-востоку по грунтовой дороге;

Каргашино — в 5 км к западу по асфальтированной дороге.

## Природа
Климат умеренно континентальный. Почвы в верхнем слое чернозёмные с небольшими примесями песка и глины. С глубины 0,5–2 м во многих местах начинает встречаться песок, что послужило причиной для его добычи и создания двух песчаных карьеров в окрестностях. Естественные леса отсутствуют. Изредка в виде искусственных посадок встречаются полезащитные полосы. Очень высокая степень распаханности территории ввиду плодородия почвы. В то же время большая плотность овражно-балочной сети, что затрудняет распашку и транспортировку с/х техники и продукции через овраги.

## История
Поселение возникло в первой половине XX в. как отделение совхоза, именем которого и было названо.

## Население
| 1981 | 1989 | 2010 |
| ---- | ---- | ---- |
| 10   | ↗55  | ↘9   |

## Хозяйство
В советское время была молочно-товарная ферма (отсюда образование отделения совхоза). В 0,5 км к югу до 2005 г. разрабатывался небольшой песчаный карьер локального значения, позже, в 2010 г. работы по добыче песка возобновились. Позже на месте карьера построен завод по сортировке и переработке твёрдых бытовых отходов, однако его пуск не произведён.

## Инфраструктура
По северной границе посёлка проходит асфальтированная дорога Фроловское — Каргашино — Чубарово. В посёлке 1 улица, маленький полузаросший пруд. Электроэнергию населённый пункт получает по транзитной ЛЭП 10 кВ от подстанции 35/10 кВ "Каргашино".

## Транспорт
Через посёлок проходит единственный автобусный пригородный маршрут Сасово — Чубарово ежедневного сообщения. Связь с райцентром круглогодична и всесезонна, в силу выхода к единой сети асфальтированных дорог.